# Joseph Pilates
Joseph Hubertus Pilates (Mönchengladbach, 9 december 1883 - New York, 9 oktober 1967) was een Duits-Amerikaanse ondernemer. Hij is de bedenker van de fitnessmethode Pilates. Deze Pilatesmethode wordt nog steeds gedoceerd.
Tijdens zijn jeugd leed hij aan astma en acuut reuma. Om de effecten van zijn slechte gezondheid te elimineren, ontwikkelde hij verscheidene oefeningen en deed hij aan gymnastiek, duiken en bodybuilding.
In 1912 verhuisde Pilates naar Engeland, en werkte daar als bokser, circusartiest en zelfverdedigingstrainer voor Engelse detectives. Toen hij tijdens de Eerste Wereldoorlog als Duitser in Engeland als vijandige buitenlander in een kamp werd opgesloten, besloot hij zijn oefeningen verder te ontwikkelen.
In 1926 emigreerde hij naar New York, en samen met zijn vrouw opende hij een studio om zijn oefeningen aan dansers, acteurs en atleten te doceren. Ook heeft hij een apparaat uitgevonden dat veren aan een ziekenhuisbed kan aanbrengen, zodat bedlegerige patiënten toch oefeningen kunnen doen.